# Кюринские известия
Кюри́нские изве́стия (лезг. Куьредин хабарар) — общественно-политическая газета Сулейман-Стальского района Дагестана на лезгинском языке. Издание освещает события, происходящие в Сулейман-Стальском районе, а также популяризирует местную культурную идентичность.

## История
Газета «Куьредин хабарар» была основана в 1931 году под названием «Колхоздин пайдах» (рус. Знамя колхоза) . Затем название неоднократно менялось — «Коммунизмдин гатфар» (рус. Весна коммунизма), «Халкьдин гаф» (рус. Слово народа) . С 1931 по 1951 годы газета была печатным органом Касумкентского, Хивского и Агульского РК ВКП и райисполкомов, депутатов, трудящихся. До 1938 года она выходила на латинском шрифте. Нынешнее своё название издание носит с октября 2001 года. С 2009 года главным редактором газеты является Анвар Миметов.
22 октября 2011 года прошли торжественные мероприятия, посвящённые 80-летию газеты.

## О газете
Газета «Куьредин хабарар» является муниципальным унитарным предприятием и печатным органом муниципального образования «Сулейман-Стальский район» Республики Дагестан. Издаётся в районном центре — селе Касумкент еженедельно по четвергам на лезгинском языке. Газета освещает общественно-политическую и экономическую жизнь района, рассказывает о культуре и традициях края. На русском языке в газете печатаются тексты муниципальных нормативных актов.